# Christina Teixeira
Christina Bassani Teixeira (Rio de Janeiro, 25 de junho de 1958) é uma nadadora brasileira, que participou de duas edições dos Jogos Olímpicos pelo Brasil.
Christina Teixeira cursou biologia na Universidade Gama Filho e, aos 21 anos, seguiu sua carreira profissional, abandonando a natação. Atualmente, é doutora em geoecologia pela Universidade Federal do Rio de Janeiro e trabalha com consultoria de meio ambiente para empresas e como professora universitária.

## Trajetória esportiva
Quando tinha sete anos, seu pai a levou ao Fluminense para fazer aulas de natação, passando a treinar com o técnico Bazilone; aos 11 anos, já estava na equipe principal do clube.
Bateu o primeiro recorde sul-americano aos 12 anos, época em que foi aos Jogos Pan-Americanos de 1971 em Cali, onde alcançou o quinto lugar nos 100 metros peito, e o sétimo lugar nos 200 metros peito.
No ano seguinte conseguiu o índice para os Jogos Olímpicos de Verão de 1972 em Munique, quando disputou as provas de 100 metros e 200 metros nado peito, não chegando à final das provas.
Participou do Campeonato Mundial de Esportes Aquáticos de 1973 em Belgrado, o primeiro mundial de natação, onde terminou em 16º lugar nos 100 metros peito, 16º lugar nos 200 metros peito e 12º lugar no revezamento 4x100 metros medley, junto com Valéria Borges, Jaqueline Mross e Lucy Burle.
Participou do Campeonato Mundial de Esportes Aquáticos de 1975 em Cali, e nadou o revezamento 4x100 metros medley junto com Christiane Paquelet, Flávia Nadalutti e Lucy Burle, terminando em 12º lugar com o tempo de 4m38s75; nos 200 metros peito, Christina terminou em 16º lugar, com o tempo de 2m47s58, quase batendo seu recorde sul-americano de 2m47s44.
Nos Jogos Pan-Americanos de 1975 na Cidade do México, a equipe formada por ela, Christiane Paquelet, Flávia Nadalutti e Lucy Burle ganhou uma medalha de bronze no revezamento 4x100 metros medley. Ela também terminou em quinto lugar nos 100 metros peito, e em quinto lugar nos 200 metros peito. 
Nas Olimpíadas de 1976 em Montreal, Christina nadou os 100 metros e os 200 metros peito, não chegando à final das provas.